# Río Or
El río Or (en ruso: Орь) es un río en óblast de Oremburgo, Rusia y la provincia de Aktobe, Kazajistán, un tributario del río Ural. Tiene un longitud de 332 km, una cuenca hidrográfica de 18 600 km ² y un caudal de 21,3 m³/s.
El río se forma por la confluencia de los ríos Shiyli y Terisbutak, que tienen sus fuentes en las laderas occidentales de las montañas Mugodzhar, y se une con el río Ural en la ciudad de Orsk.
La mayor parte de sus aguas proceden de la fusión de las nieves. La descarga promedio, a 61 km de su desembocadura, es de 21,3 m³ /s. Las inundaciones se producen desde abril a mediados de mayo. El resto del año, el nivel del agua es muy bajo. El río se congela a finales de octubre y está bloqueado por el hielo hasta marzo o abril. El río se utiliza para el riego y abastecimiento de agua.